# 芒廷維尤 (加利福尼亞州康特拉科斯塔縣)
芒廷維尤（英語：Mountain View）是位於美國加利福尼亞州康特拉科斯塔縣的一個人口普查指定地區。

## 地理
芒廷維尤的座標為37°00′32″N 122°07′03″W / 37.00889°N 122.11750°W，而該地最高點為海拔高度34米（即112英尺）。

## 人口
根據2010年美國人口普查的數據，芒廷維尤的面積為31.78平方千米，當中陸地面積為31.06平方千米，而水域面積為0.72平方千米。當地共有人口2372人，而人口密度為每平方千米74人。